# Ignazio Manunza
Ignazio Manunza (Oristano, 27 luglio 1940 – Oristano, 23 agosto 2006) è stato un politico italiano.

## Biografia

### Elezione a senatore
Alle elezioni politiche del 2006 venne eletto senatore della XV legislatura della Repubblica Italiana nella circoscrizione Sardegna per Forza Italia. È stato consigliere e assessore comunale, consigliere ed assessore regionale e sindaco di Oristano.